# Sopade

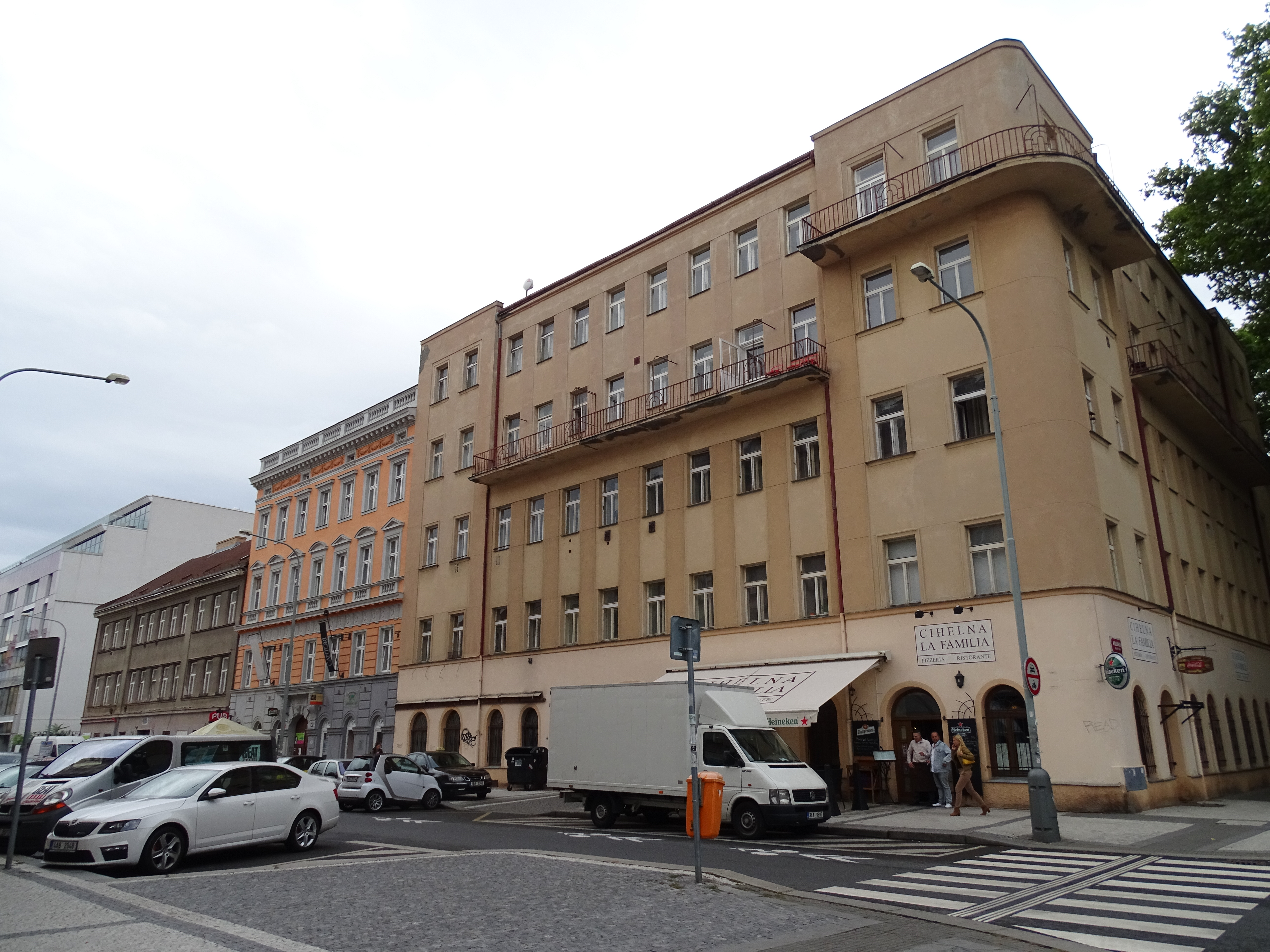
Sitz der SoPaDe in Prag-Karlín (1933–1936)

Sopade (Sozialdemokratische Partei Deutschlands im Exil) (auch SoPaDe bzw. SOPADE) nannte sich der Vorstand der Sozialdemokratischen Partei Deutschlands (SPD) von 1933 bis zum Frühjahr 1938 im Prager, danach bis 1940 im Pariser Exil während der Zeit des Nationalsozialismus. Die Bezeichnung wird auch als Sammelbegriff für dessen Mitarbeiter und Anhänger verwendet.

## Überblick
Die Sopade-Gruppe ging aus dem Kreis führender Sozialdemokraten hervor, der sich im Mai 1933 nach der NS-Machtübernahme in Deutschland zunächst nach Saarbrücken und wenig später nach Prag begeben hatte. Von dort aus hatte er den (wiederholt angefochtenen) Anspruch erhoben, als Parteivorstand und „Treuhänder“ der Gesamtpartei anerkannt zu werden. Die Sopade entwickelte sich seit 1934 zu einem Organisationszentrum derjenigen sozialdemokratischen Exilpolitiker, die jegliche Kooperation mit der KPD ablehnten. Kritiker dieser Linie wie Siegfried Aufhäuser und Karl Böchel, die Hauptakteure der Revolutionären Sozialisten Deutschlands waren, und Paul Hertz, der zu linken Oppositionsgruppen wie dem Roten Stoßtrupp und Neu Beginnen Kontakt hielt, wurden nach und nach aus der Organisation entfernt oder – wie Rudolf Breitscheid, Victor Schiff und Erich Kuttner – ignoriert. Auch Versuche, durch Aufnahme neuer Mitglieder – beispielsweise Robert Keller – den Kurs der Sopade zu verändern, scheiterten schon in Ansätzen, da Nachwahlen schlicht abgelehnt wurden.
Bis kurz vor dem Zweiten Weltkrieg stellte die Sopade ihre politische Konzeption auf einen durch innere Widersprüche herbeigeführten Zusammenbruch des NS-Regimes bzw. einen Militärputsch ab. Bündnispartner sah sie vor allem in bürgerlich-liberalen Kräften und im politischen Katholizismus. Seit 1938 ging die Sopade von der Unvermeidbarkeit eines Krieges aus und verfolgte einen Kurs enger Anlehnung an die Deutschlandpolitik der Westmächte. In dieser Phase versuchte die verbliebene Führungsgruppe, sich programmatisch gänzlich vom Marxismus zu lösen. Nach der Niederlage Frankreichs floh der Sopade-Stab nach Lissabon, wo er sich Anfang November 1940 auflöste; seine Mitglieder emigrierten zumeist nach Großbritannien und in die USA.
In der politisch-ideologischen Nachfolge der Sopade stand vor allem die German Labor Delegation in den USA. Die Sopade-Gruppe in London trat bis 1945 unter dem alten Namen auf, stellte aber den nicht mehr durchsetzbaren Alleinvertretungsanspruch für die Gesamtpartei zurück und schloss sich der im Frühjahr 1941 gegründeten Union deutscher sozialistischer Organisationen in Großbritannien an, in der zunächst auch linkssozialdemokratische bzw. linkssozialistische Gruppen eine eigenständige Rolle spielten.
Maßgebliche Mitglieder der Sopade waren Otto Wels, Hans Vogel, Friedrich Stampfer, Siegmund Crummenerl, Erich Ollenhauer, Rudolf Hilferding, Curt Geyer und Fritz Heine.

## Geschichte
Nach der Besetzung der Gewerkschaftshäuser im Zuge der nationalsozialistischen Gleichschaltung am 2. Mai 1933 beschloss der SPD-Parteivorstand, dass sich einige besonders gefährdete Vorstandsmitglieder dem möglichen Zugriff der Nationalsozialisten sofort entziehen müssten. Otto Wels, Paul Hertz, Friedrich Stampfer, Erich Ollenhauer, Siegmund Crummenerl und andere wurden mit dem Aufbau des Prager Auslandszentrums beauftragt.
Die Sopade konnte die Zustimmung des in Berlin verbliebenen Parteivorstandes um Paul Löbe zu Hitlers „Friedensrede“ vom 17. Mai 1933, die als Zustimmung der SPD zur nationalsozialistischen Außenpolitik interpretiert wurde, nicht verhindern. Dies führte zwei Wochen später, Mitte Mai 1933, zum Bruch zwischen Berlin und Prag. Durch das endgültige Verbot der SPD am 22. Juni 1933 kam es nicht mehr zu einer Spaltung der Inlands- und Auslands-SPD.

### Aufgaben
Die neue Führung stellte sich im Exil zunächst im Wesentlichen vier Aufgaben:
1. Verwaltung des geretteten Parteivermögens;
2. Erhaltung der organisatorischen Reste der Partei;
3. Wiederaufbau der Bewegung;
4. Vertretung der sozialdemokratischen Grundsätze.

Dazu baute die Exilführung ein Netz in ganz Europa auf, dessen Zentrum mit gut 25 Mitarbeitern in Prag war. Der Sitz war Haus Rizikova Nr. 9 in Prag.

### Grenzsekretariate
Zunächst wurde beschlossen, sogenannte Grenzsekretariate aufzubauen, die Informationen und politische Empfehlungen zu den illegal arbeitenden Genossen zu bringen hatten. Für diese Aufgabe wurden meist Personen eingesetzt, die etwa als Bezirkssekretäre Erfahrungen in der Parteiorganisation oder sogar spezielle Beziehungen zu dem betreuenden Gebiet hatten. Als Standort wurden zumeist – sofern die jeweiligen Asylbestimmungen des Landes es zuließen – direkt an Deutschland grenzende Gemeinden ausgewählt, von wo aus jeweils eine Region in Deutschland betreut wurde. Insgesamt gab es elf solcher Einrichtungen.
Mit diesem System gelang es der Exilführung, zu fast allen Regionen Deutschlands Kontakt zu halten. Dabei bestand ein regelmäßiger Briefkontakt zwischen dem Parteivorstand und den Grenzsekretariaten, mit dessen Hilfe die Sekretariate immer wieder detaillierte Anweisungen, aber auch finanzielle Mittel und Materialien zum illegalen Transport nach Deutschland erhielten. Zusätzlich wurden zahlreiche Schulungen und Ansprachen abgehalten, wo nach Möglichkeit die Mitarbeiter der Grenzsekretariate, Mitglieder der Exilführung und illegal in Deutschland operierende Sozialdemokraten zusammentreffen sollten.
Liste der Grenzsekretäre
- Franz Bögler (1902–1976)
- Hans Dill (1887–1973)
- Gustav Ferl (1890–1970)
- Richard Hansen (1887–1976)
- Willi Lange (1899–nach 1949)
- Georg Reinbold (1885–1946)
- Erwin Schoettle (1899–1976)
- Ernst Schumacher (1896–1958)
- Emil Stahl (1879–1956)
- Otto Thiele (1896–??)
- Waldemar von Knoeringen (1906–1971)

### Aktivitäten in Deutschland
Zumindest in der Anfangsphase gab es parallel zusätzlich direkten Kontakt einiger Vorstandsmitglieder nach Deutschland. So gab es bis 1934 in Berlin noch eine „illegale Reichsleitung“ sowie zwei bereits 1933 eingerichtete getarnte Büros. Zudem unternahmen einige Vorstandsmitglieder immer wieder Kurierfahrten nach Deutschland, um finanzielle und organisatorische Dinge zu regeln. Je länger die Herrschaft Hitlers allerdings andauerte, desto gefährlicher wurde dieser direkte Kontakt, so dass er Mitte der 1930er Jahre endgültig aufgegeben wurde.

### Deutschland-Berichte und Prager Manifest
Unter Mitarbeit von Rudolf Hilferding gab die Sopade zudem Deutschland-Berichte heraus, die über ein geheimes Berichterstattersystem über die Situation im nationalsozialistischen Deutschland international informierten. Die Berichte erschienen von April/Mai 1934 bis Dezember 1936 unter dem Titel Deutschland-Bericht der Sopade, vom Januar 1937 bis April 1940 unter dem Titel Deutschlandberichte der Sozialdemokratischen Partei Deutschlands (Sopade), im Auftrag des Exilvorstandes der SPD, herausgegeben von Erich Rinner, bis März 1939 in Prag, ab Mai 1939 in Paris.
Unter dem Druck der innerparteilichen Oppositionsgruppen Neu Beginnen und Revolutionäre Sozialisten Deutschlands veröffentlichte die Sopade 1934 das von Rudolf Hilferding verfasste Prager Manifest, das zum revolutionären Umsturz des Hitler-Regimes aufrief.
Nach der sogenannten Zerschlagung der Rest-Tschechei musste die Exilführung 1939 zunächst nach Paris umziehen. Nach der Niederlage Frankreichs im folgenden Jahr wich man bis zum Kriegsende nach London aus. Ab 1940 gab es keine direkte Widerstandstätigkeit der Sopade mehr.